# Тоннен
Тоннен (фр. Tonneins) — коммуна на юго-западе Франции, на территории департамента Ло и Гаронна региона Аквитания.

## География
Административно коммуна Тоннен входит в одноимённый кантон округа Марманд. Расположена 85 километрах к юго-востоку от Бордо, и в 35 километрах северо-западнее Ажена. Находитсят на правом берегу Гаронны, в нескольких километрах ниже места впадения в неё её правого притока, Ло. Развито рыболовство.

## Известные персоналии
- В Тоннене в 1621 году скончался французский государственный деятель и писатель Гийом дю Вэр.
- Французская писательница Софи Коттен (1770—1807) родилась в Тоннене.

## Города-побратимы
- Тан, Франция
- Цоппола, Италия